# Ладберген
Ладберген (нім. Ladbergen) — місто в Німеччині, знаходиться в землі Північний Рейн-Вестфалія. Підпорядковується адміністративному округу Мюнстер. Входить до складу району Штайнфурт.
Площа — 52,34 км2. Населення становить 6775 ос. (станом на 31 грудня 2020).